# Club Femenino de Cuba
Club Femenino de Cuba eller bara Club Feminino var en kubansk kvinnoorganisation, aktiv mellan 1917 och 1959. Det var en av Kubas ledande kvinnoorganisationer. 
Klubben grundades år 1917 av en grupp kvinnor ur över- och medelklassen. Dess syfte var att kombinera socialt arbete med arbete för kvinnors rättigheter. Dess arbete för kvinnors rättigheter fokuserade på införandet av kvinnlig rösträtt, men även på frågor som elimineringen av prostitution, inrättandet av fängelser och ungdomsdomstolar för kvinnor, utökande av kvinnors tillgång till utbildning och yrkesarbete och förbättrande av kvinnors arbetsförhållanden. 
År 1923 bildade klubben tillsammans med Kubas övriga fem ledande kvinnoorganisationer paraplyorganisationen Federación Nacional de Asociaciones Femeninas. Denna organisation anordnade samma år Kubas första nationella kvinnokongress, Congreso Nacional de Mujeres de Cuba, dit samtliga öns kvinnoföreningar inbjöds. Kongressens ordförande Pilar Morlon y Menéndez var medlem av Club Femenino de Cuba. Många frågor togs upp under kongressen, allt från försköningen av Havanna till kvinnors deltagande i regeringen. 
En andra kongress hölls 1925 efter ett löfte om kvinnlig rösträtt från president Gerardo Machado. När han återtog sitt löfte organiserade Club Femenino de Cubas Hortensia Lamar en oppositionsgrupp mot Machado, förenade sig med studenter och arbetare i demonstrationer, och mötte USA:s ambassadör Sumner Welles för att avsätta Machado. President Ramón Grau San Martín införde kvinnlig rösträtt 1934, även om denna inte skrevs in i konstitutionen förrän 1940. 
Efter införandet av rösträtten ägnade sig Club Femenino de Cuba åt att verka hårdare för sina övriga frågor, och drev bland annat kvällsskolor för kvinnor från arbetarklassen. 1934 fick de också regeringen att införa gratis skolfrukost. 
Club Feminino tillhörde de ledande kvinnoföreningarna på Kuba före den kubanska revolutionen, jämsides med den borgerliga rösträttsföreningen Partido Democrata Sufragista, den demokratiska föreningen Alianza Nacional Feminista, den intellektuella Lyceum Lawn/Tennis Club, och den marxistiska och meritokratiska Union Laborista de Mujeres. 